# Chœur philharmonique slovaque
 (mars 2019).
Le chœur philharmonique slovaque est une chorale composée de professionnels représentant l'art slovaque. 
Cette chorale a été fondée en 1946 et, en 1957, est incorporée à l'Orchestre philharmonique slovaque.

## Histoire
Fondé en 1946 en tant que Chœur mixte de la Radio tchécoslovaque, le chœur philharmonique slovaque fut dirigé d'abord par son fondateur, le chef Ladislav Slovák,. En 1948, ce chœur amateur est engagé à titre professionnel par la Radio tchécoslovaque. Pendant les dix ans de direction de Ladislav Slovák, l'ensemble a atteint un très haut niveau artistique. En 1955, Jan Maria Dobrodinský prend en main les destinées du chœur pendant plus de vingt ans et contribue au développement artistique de l'ensemble, rapidement incorporé au sein de la Philharmonie slovaque sous son nom actuel (en slovaque Slovenský filharmonický zbor).
En 1977, Valentin Iljin succède à Dobrodinský et laisse ensuite la place à Lubomír Mátl. Par la suite, de nombreux chefs de premier plan tels Štefan Klimo, Pavel Baxa, Pavol Procházka et Marián Vach se succèdent avant l'arrivée de Blanka Juhaňáková (1991 – 2001) puis Jan Rozehnal (1991 – 2003). De 2005 à 2014, Blanka Juhaňáková en devient chef principal. Depuis 2014, le Chœur philharmonique slovaque est dirigé par Jozef Chabroň et s'est produit lors de la récente production des Troyens d'Hector Berlioz à l'opéra de Vienne en 2018. Plus récemment, il s'est produit avec l'Orchestre philharmonique slovaque à Ljubljana sous la direction de Rastislav Štúr et chantera la Troisième Symphonie de Gustav Mahler à Oman sous la direction d'Emmanuel Villaume.

## Liste des chefs d'orchestre invités
Parmi les chefs d'orchestre invités pour diriger le chœur figurent Claudio Abbado, Serge Baudo, Bertrand de Billy, Jean-Claude Casadesus, James Conlon, Dean Dixon, Christoph von Dohnányi, Vladimir Fedoseyev, János Ferencsik, Daniele Gatti, Pedro Halffter, Riccardo Chailly, Dmitri Kitaenko, Zdeněk Košler, Ondrej Lenárd, Alain Lombard, Fabio Luisi, Lorin Maazel, Kurt Masur, Zubin Mehta, Franz Welser-Möst, Antonio Pedrotti, Libor Pešek, Ľudovít Rajter, Helmuth Rilling, Karl Richter, Esa-Pekka Salonen, Peter Schreier, Pinchas Steinberg, Hans Swarowsky, Václav Talich, Emmanuel Villaume et Ralf Weikert.